# Corod, Satu Mare
Corod este un sat în comuna Culciu din județul Satu Mare, Transilvania, România. Se află pe Drumul Județean 193. Localitatea se află la o distanță de 10 kilometri de municipiul Satu Mare iar vecinii localității sunt satele Apateu și Culciu Mic.

## Geografie
Din punct de vedere geografic, localitatea este amplasată pe malul râului Someș, pe latura sudică a acestuia. Relieful se caracterizează printr-o câmpie plană.

## Istorie
Numele satului este menționat în documente din 1344, mai întâi ca Korog și mai târziu ca Korogy. Vechii proprietari ai așezării erau membrii familiei Korogi. În 1389, István Korogi a vândut domeniul familiei Daray pentru 50 de gire. În 1419, Jakab și Miklós Petneházy au primit un sfert din domeniu. În 1480, Miklós Egry a primit și el o parte.
Din 1544 până în a doua jumătate a secolului, satul a fost deținut de mai mulți proprietari: fiicele lui Demeter Pettyeni, György Horváth, János Fekete Balogh, iar când Kelemen Egry a fost capturat de turci în 1583, acesta și-a vândut proprietatea lui Bálint Salgay pentru 600 de forinți. Fiica lui Bálint Salgay s-a căsătorit cu Gábor Perényi, Gábor împărtășind domeniul împreună cu ea.
În 1594, familia Pethő a primit satul ca donație regală și a rămas proprietară până la sfârșitul secolului al XVII-lea.
Până la mijlocul anilor 1800, satul a fost deținut de familiile Darvay, Botka, Virágh, Nagy, Chemel, Mándy și Katona. După Tratatul de la Trianon, satul devine parte a României.

## Demografie
Populația localității este de aproximativ 500 locuitori, cu populația împărțită în două etnii majore, români și maghiari.
Ocupația principală a locuitorilor este agricultura, iar tinerii lucrează în mare parte în municipiul Satu Mare, făcând zilnic naveta prin mijloacele de transport rutiere destul de dezvoltate datorită numeroaselor linii private de transport în comun care operează între municipiu și comunele din județ.

## Sursă
- Comitate și orașe din Ungaria: O monografie a Ungariei. O enciclopedie istorică, geografică, artistică, etnografică, militară și naturală, a condițiilor publice culturale și economice ale țărilor Coroanei Ungare. Ed. Samov Borovszky. Budapesta: Societatea Națională de Monografie. 1908